# Paul Cornel Chitic

Paul Cornel Chitic

Paul Cornel Chitic (n. 17 martie 1944, București – d. 8 iulie 2007) a fost un dramaturg, critic de teatru și critic de artă român, membru al Uniunii Artiștilor Plastici și al Uniunii Scriitorilor.
A fost laureat al Premiului Uniunii Scriitorilor din 1966.

## Operă

### Dramaturgie
- Cronica personală a lui Laonic
- Europa aport - viu sau mort
- Mârâiala[1]
- Bunicul și Artre cu litere de platină
- Întors din Singurătate

### Volume editate
- Teatrul obiectelor, Junimea, 1982
- Teatru, Cartea Românească, 1970
- Mârâiala, Cartea Românească, 1982
- Nunta cerbului

## Articole publicate
- „Amfiteatru”, „Revista muzeelor și monumentelor”, „Teatrul”, „Oglinda literară”